# Die Eule
Die Eule ist ein Schwank (ATU 1282). Er steht in den Kinder- und Hausmärchen der Brüder Grimm ab der 4. Auflage von 1840 an Stelle 174 (KHM 174) und stammt aus Hans Wilhelm Kirchhofs Sammlung Wendunmuth.

## Inhalt
Eine Eule gerät nachts in die Scheune eines Bürgerhauses und traut sich am Tag nicht mehr heraus – aus Angst vor dem Geschrei der anderen Vögel. Ein Knecht, der über die Eule erschrickt, wird zuerst von seinem Herrn ausgelacht. Aber auch er läuft vor dem Ungeheuer davon und ruft die anderen Bürger zur Hilfe, die mit Spießen und Bauerngerät anrücken. Nachdem drei hineingegangen, aber erschrocken wieder herausgekommen sind, steigt der tapferste Kriegsmann in voller Rüstung mit einer Leiter hinauf. Als auch er trotz Anfeuerung durch die anderen kehrtmachen muss, beschließen die Bürger, die Scheune samt der Eule zu verbrennen.

## Herkunft
Wilhelm Grimm übernahm Hans Wilhelm Kirchhofs Von der eulen zu Pein (1563), das er in der Anmerkung einen guten Lalenbürgerstreich nennt und noch Grimmelshausens Trutz Simplex vergleicht. Er fügte den Dialog zwischen erschrockenem Knecht und ungläubigem Herr ein, der auf KHM 162 Der kluge Knecht anspielt und strich Kirchhofs Ortsbezug Piénna zu Hildenßheim und das Spottgedicht am Schluss:
Ist einer keck, zich er gen Pein
Und geh daselbst zum bier und wein,
Frag sie, was in die eul gethan,
Warumb sie die verbrennet han,
Und trinck mit in den letzten auß.
Kompt er ungeschlagen wider hrauß,
Wil ich im, was er drin verzecht,
Duppel bezaln, wie er es recht.

## Vergleiche
Die kurze, einfach wirkende Geschichte ähnelt einem Schildbürgerstreich: Die Dummen kennen keine Eule und brennen das ganze Haus ab. Die Art ihrer Reaktionen verweist jedoch auf die typischen Attribute der Eule, die in Märchen als Hexenvogel vorkommt (z. B. KHM 69 Jorinde und Joringel). Die Leute, die noch nicht so klug und verschmitzt sind, machen Lärm und Geschrei, wie die Singvögel beim Anblick des Raubtieres. Sie habe „den stärksten Mann ... vergiftet und tödlich verwundet“, wobei weder Kriegswaffen helfen noch Zurufe wie er solle sich männlich halten und „Stoß zu !“. Als Gegensatz werden eine Amsel erwähnt (s. Der kluge Knecht) und ein totes Huhn, dem man sich mit einem Stock nähern kann. Wer das aber bei der Eule mit gefälltem Spieß versucht, kommt totenbleich wieder heraus (vgl. KHM 119 Die sieben Schwaben). Die Eule wird auch mit einem Drachen verglichen, den St. Georg tötete. Zum Schluss wird sie wie eine Hexe auf dem Scheiterhaufen verbrannt. Die Hassreaktion von Singvögeln, mit der hier auch das Geschrei der Leute verglichen wird, entspricht der Realität (vgl. KHM 171), ebenso das Flügelschlagen und Schnabelklappern als Drohgebärden der Eule.